# Вечный, Ян Игоревич
Ян И́горевич Ве́чный (укр. Ян Ігорович Вічний; род. 27 февраля 1997, Запорожье) — украинский футболист, вратарь одесского «Черноморца».

## Биография
Воспитанник СДЮШОР запорожского «Металлурга» и харьковского ХГВУФК-1. С 2010 по 2014 год провёл 44 игры в чемпионате ДЮФЛ.
В 2014 году был внесён в официальную заявку полтавской «Ворсклы», в составе которой до октября 2015 года выступал за юниорскую (U-19) и молодёжную (U-21) команды.
4 октября 2015 года дебютировал в основном составе «Ворсклы» в домашнем матче Премьер-лиги против киевского «Динамо», выйдя на замену вместо получившего травму Александра Ткаченко на 74-й минуте встречи при счёте 4:0 в пользу киевлян.

## Статистика
| Клуб    | Лига         | Сезон   | Чемпионат | Чемпионат | Кубок | Кубок | Дубль | Дубль |
| Клуб    | Лига         | Сезон   | Игры      | Голы      | Игры  | Голы  | Игры  | Голы  |
| ------- | ------------ | ------- | --------- | --------- | ----- | ----- | ----- | ----- |
| Ворскла | Премьер-лига | 2015/16 | 1         | 0         |       |       | 7     | −8    |